# Риоха-Алавеса
Риоха-Алавеса (исп. Rioja Alavesa, баск. Arabako Errioxa)  — район (комарка) в Испании, входит в провинцию Алава в составе автономного сообщества Страна Басков. Официальное название — Куадрилья-де-Лагуардия-Риоха-Алавеса (исп. Cuadrilla de Laguardia-Rioja Alavesa, баск. Guardia-Arabako Errioxako Eskualdea). Занимает площадь 316,3 км². Население — 11 487 человек (на 2023 год).

## Муниципалитеты
1. Баньос-де-Эбро
2. Вильябуэна-де-Алава
3. Екора
4. Крипан
5. Лабастида
6. Лагуардия
7. Лансьего
8. Лапуэбла-де-Лабарка
9. Леса
10. Мореда-де-Алава
11. Наваридас
12. Ойон
13. Саманьего
14. Эльсьего
15. Эльвильяр